# Sistema lineal
Un sistema lineal és un model matemàtic d'un sistema basat en l'ús d'un operador lineal. Les característiques i propietats d'aquests sistemes són molt més simples que les dels sistemes més habituals (els no lineals), per tant sempre que es pot s'intenta treballar amb aquests. Pel que fa a aplicacions, els sistemes lineals són molt usats en aplicacions de la teoria de control automàtic, processament de senyals i telecomunicacions. Per exemple, el mitjà de propagació per a sistemes de comunicacions sense fils es pot modelar a partir de sistemes lineals.

## Propietats
- Propietat d'escalat

Quan l'entrada del sistema és escalada per un valor, la sortida d'aquest també és escalada per la mateixa quantitat.
- Principi de superposició

Per tant, si les entrades x i y són escalades per α i β, respectivament, llavors la suma d'aquestes entrades escalades donarà la suma de les sortides escalades individualment.